# Peter Judge
Peter Judge est un skieur acrobatique canadien polyvalent, vainqueur de la Coupe du monde et devenu ensuite entraîneur puis dirigeant.

## Biographie

### Skieur
Peter Judge grandit à Calgary dans l'Alberta, et apprend à skier dans les Montagnes Rocheuses et notamment dans la station de Sunshine Village (en).
Peter Judge commence les compétitions de ski acrobatique en 1975, à une époque ou le sport est professionnel et les compétitions variées. Il fait notamment partie des skieurs qui s’entraînent l'été à Lost Lake à Whistler sur un tremplin où les skieurs atterrissent dans l'eau plutôt que sur la neige.
Quand en 1980 la Fédération internationale de ski instaure sa Coupe du monde, elle impose un statut amateur à ces skieurs pour essayer de devenir une discipline olympique. Néanmoins pour attirer les meilleurs skieurs mondiaux, elle offre aux anciens professionnels dont fait partie Peter Judge un statut intermédiaire. Il participe donc aux premières épreuves de l'histoire de la coupe du monde de ski acrobatique aux Monts Pocono des 7 au 12 janvier 1980 comme à l'ensemble des vingt-cinq épreuves (vingt épreuves réelles plus cinq combinés) de cette première édition avec pour meilleur résultat une quatrième place lors de l'épreuve de saut acrobatique de Whistler le 30 mars. Il se classe ainsi vingtième des classements de bosses et de ballet, douzième de celui de saut et neuvième de celui du combiné et du classement général (remporté par son compatriote Greg Athans).
Dès la première étape de la saison 1981 il monte sur son premier podium en terminant deuxième du combiné de Livigno derrière Frank Beddor grâce à des résultats constants dans les trois épreuves : douzième en bosses, dixième en ballet et huitième en saut. Ce premier podium est suivi de quatre autres, tous en combinés : trois troisième place et une seconde deuxième place. Globalement ses résultats sont en amélioration dans toutes les disciplines ce qui se traduit en fin de saison dans les classements finaux : quatorzième en bosses, dixième en saut et en ballet et surtout deuxième du combiné et troisième au classement général derrière l'Américain Frank Beddor et le Canadien Greg Athans,,.
Lors de la saison 1982 le chef de file de l'équipe Canadienne de ski acrobatique se retire du circuit. C'est un concurrent de moins dans la course au classement général, et c'est un retrait qui fait de Judge le canadien le plus à même de reconquérir ce titre pour le compte du Canada. Et il tient son rang, en montant sur des podiums dans trois disciplines différentes : en ballet (une troisième place à Angel Fire, ex-æquo avec Jacques Poillion), en bosses (deuxième à Livigno) et bien sûr en combiné avec six podiums dont ses deux premières victoires en coupe du monde. Ces bons résultats lui permettent d'améliorer encore ses classement en bosses (onzième) et en ballet (septième), de conserver sa place en saut (huitième), mais sont insuffisants pour doubler Frank Beddor qui le précède toujours en combiné et au classement général, deux classement dont il termine deuxième (Beddor conserve néanmoins une avance assez confortable de soixante-six points au classement général, et son titre par la même occasion).
La saison 1983 est plus pauvres en podium pour Peter Judge, un en ballet et trois en combiné (dont deux victoires). Ainsi il est devancé en combiné par son compatriote Alain Roche et par le Français Éric Laboureix, perd deux place en bosses (douzième) mais progresse encore aux classements du saut acrobatique (huitième) et du ballet (sixième). Le classement général est très serré mais il s'impose finalement devant Alain LaRoche pour un demi point,. Il devient ainsi le troisième vainqueur du classement général de la Coupe du monde de ski acrobatique, le deuxième Canadien après Greg Athans. Cette saison est saluée par le magazine Américain Ski Racing qui le désigne Skieur acrobatique international de l'année (en compagnie son homologue féminine Conny Kissling.
Judge joue la saison 1984 en tant que tenant du titre mais la concurrence au sein de l'équipe Canadienne est forte. Il ne remporte aucune épreuve : lors de ses quatre podiums décrochés (tous en combiné) il est toujours devancé, une fois par Bruce Bolesky (pl) et trois fois par son compatriote Alain LaRoche. LaRoche qui le domine dans les quatre disciplines : en saut acrobatique (sixième contre quatrième), en bosses (dix-neuvième contre douzième) en ballet (neuvième contre quatrième) et bien sûr en combiné (quatrième comme premier). Laroche tient sa revanche et son gros globe alors que Judge termine à la quatrième place du classement général.
Peter Judge met un terme à sa carrière de skieur acrobatique à la fin de cette saison 1984, et devient entraîneur.

### Entraîneur
Depuis l'été 1983, Peter Judge co-anime des stages d’initiation au ski freestyle avec d'autres gloires du ski acro parmi lesquels (suivant les étés) Bob Howard (de), Hilary Engish, Frank Beddor, Jan Bucher ou Nelson Carmichael,,
En 1985, une fois sa carrière de skieur terminée, il se consacre à temps plein à celle d’entraîneur et est nommé à la tête de l'équipe de ski acrobatique du Canada. Il en reste l’entraîneur principal pendant douze ans, jusqu'en 1997, avec comme point d'orgue les Jeux Olympiques de Lilheamer en 1994 (où le saut acrobatique rejoint le ski de bosses comme épreuve officielle) : L'équipe canadienne reveint de Norvège avec trois médailles. Le titre pour Jean-Luc Brassard en ski de bosses, l'argent et le bronze pour Philippe LaRoche et Lloyd Langlois en saut acrobatique,. Ce sont les premières médailles olympiques pour le Canada en ski acrobatiques, les podiums précédents (déjà avec Peter Judge comme entraîneur principal) ayant tous été remporté dans des épreuves de démonstration : l'or et le bronze de Jean-Marc Rozon et Lloyd Langlois en saut en 1988 à Calgary puis l'or et l'argent de Philippe LaRoche et Nicolas Fontaine dans la même discipline en 1992 à Albertville.
Durant ces années à la tête de l'équipe Canadienne, il est deux fois finaliste pour le prix de l’entraîneur canadien de l'année et remporte cinq fois le Prix d'excellence aux entraîneurs Longines-Wittnauer (Longines-Wittnauer Coaching Excellence Award), en 1989, 1991, 1993, 1994 et 1997.
Lors de la saison 1998-1999, Peter Judge devient conseillé technique pour le compte de la U.S. Ski and Snowboard Association (en) puis pour d'autres fédérations nationales (chinoise et coréenne), et entraîneur principal de l'équipe de saut acrobatique (sa discipline forte en tant que skieur) de l'Olympic Winter Institute of Australia (en),.

### Dirigeant
En avril 2004, Peter Judge est choisi par le conseil d'administration de l'Association canadienne de ski acrobatique (en) pour succéder à Pat Smith, très critiqué notamment par les skieurs de bosses canadiens dont Pierre-Alexandre Rousseau et Jennifer Heil, au poste de présidence de l'association. Il prend ses fonctions le 1er mai 2004 avec pour objectif les jeux olympiques de Turin à venir et surtout ceux de Vancouver, au Canada, en 2010,. Il occupe finalement le poste pendant dix ans, jusqu'aux Jeux de Sotchi en février 2014. Pendant ces dix années, il s'attache à soutenir au mieux les athlètes, financièrement et par le biais de structures et équipements adaptés,. La démarche est couronnée de succès : les athlètes canadiens décrochent durant son mandat (qui couvre trois olympiades) dix-neuf médailles olympiques (dont sept titres), soixante-neuf médailles aux Championnats du monde et plus d'un millier de podiums en Coupe du monde. Il œuvre également auprès des instances internationales, et en particulier le CIO, pour une meilleure représentativité du ski acrobatique aux Jeux olympiques, avec succès puisque le half-pipe et le slopestyle en 2014,,. En parallèle il contribue à l'élaboration et l'évolution des règlements du ski acrobatique, et préside même pendant quatorze ans la commission qui à la responsabilité de cette tâche (le FIS Freestyle Rules and Technical Committee).
Après les jeux de Sotchi il quitte la présidence de l'Association canadienne de ski acrobatique pour remplacer le 1er mars 2014 Ken Read en tant que directeur des sports d'hiver d'« À Nous le podium » (Own the podium en anglais), une association financée par le gouvernement canadien et les différentes organisations olympiques canadiennes (les comités olympique et paralympique Canadiens et la fondation olympique Canadienne) qui aide et coordonne les différentes fédérations sportives canadiennes dans le but d’accroître leurs performances, et remporter le plus de médailles olympiques possible,,. Il occupe ce poste pendant quatre ans, jusqu'en février 2018 et les Jeux de PyeongChang (très réussis pour le Canada), avant de laisser le poste à Patricia Chafe.
Après ce mandat de quatre ans à « À Nous le podium », Peter Judge reprend son poste de chef de la direction de la fédération canadienne de ski acrobatique, poste occupé en son absence par Bruce Robinson,.

## Palmarès

### Coupe du monde
- 1 gros globe de cristal :
  - Vainqueur du classement général en 1983[6].
- Meilleur classement en combiné : 2e en 1981 et 1982[6].
- Meilleur classement en saut acrobatique : 6e en 1984[6].
- Meilleur classement en ballet : 6e en 1983[6].
- Meilleur classement en ski de bosses : 11e en 1982[6].
- 21 podiums dont 4 victoires dans trois disciplines différentes (saut acrobatique, ski de bosse et surtout combiné)[31].

#### Différents classements en coupe du monde
| Année/Classement | Général | Général | Saut   | Saut   | Ballet | Ballet | Bosses | Bosses | Combiné | Combiné |
| ---------------- | ------- | ------- | ------ | ------ | ------ | ------ | ------ | ------ | ------- | ------- |
| Année/Classement | Class.  | Points  | Class. | Points | Class. | Points | Class. | Points | Class.  | Points  |
| 1980             | 9e      | 149,00  | 12e    | 56,00  | 20e    | 31,00  | 20e    | 34,00  | 9e      | 28,00   |
| 1981             | 3e      | 354,00  | 10e    | 100,00 | 10e    | 105,00 | 14e    | 70,00  | 2e      | 79,00   |
| 1982             | 2e      | 411,00  | 10e    | 107,00 | 7e     | 121,00 | 11e    | 99,00  | 2e      | 84,00   |
| 1983             | 1er     | 66,00   | 8e     | 76,00  | 6e     | 97,00  | 12e    | 58,00  | 3e      | 40,00   |
| 1984             | 4e      | 58,00   | 6e     | 116,00 | 9e     | 99,00  | 19e    | 57,00  | 4e      | 76,00   |

#### Podiums
En cinq saisons Peter Judge est monté vingt-et-une fois sur un podium de coupe du monde dont quatre fois sur la plus haute marche, :
| Date            | Lieu                   | Place | Discipline |
| --------------- | ---------------------- | ----- | ---------- |
| 1981            |                        |       |            |
| 18 janvier 1981 | Livigno                | 2e    | Combiné    |
| 15 février 1981 | Oberjoch               | 3e    | Combiné    |
| 18 mars 1981    | Mt Norquay (en)        | 3e    | Combiné    |
| 18 mars 1981    | Mt Norquay (en)        | 2e    | Combiné    |
| 22 mars 1981    | Calgary                | 3e    | Combiné    |
| 1982            |                        |       |            |
| 22 janvier 1982 | Angel Fire Resort (en) | 3e    | Ballet     |
| 31 janvier 1982 | Morin-Heights          | 2e    | Combiné    |
| 7 février 1982  | Mont Sainte-Anne       | 1er   | Combiné    |
| 28 février 1982 | Sella Nevea            | 3e    | Combiné    |
| 7 mars 1982     | Adelboden              | 3e    | Combiné    |
| 14 mars 1982    | Livigno                | 2e    | Bosses     |
| 14 mars 1982    | Livigno                | 1er   | Combiné    |
| 26 mars 1982    | Tignes                 | 2e    | Combiné    |
| 1983            |                        |       |            |
| 22 janvier 1983 | Tignes                 | 1er   | Combiné    |
| 2 février 1983  | Livigno                | 3e    | Ballet     |
| 4 février 1983  | Livigno                | 2e    | Combiné    |
| 13 mars 1983    | Angel Fire Resort (en) | 1er   | Combiné    |
| 1984            |                        |       |            |
| 15 janvier 1984 | Stoneham               | 2e    | Combiné    |
| 27 février 1984 | Göstling an der Ybbs   | 2e    | Combiné    |
| 4 mars 1984     | Oberjoch               | 2e    | Combiné    |
| 29 mars 1984    | Tignes                 | 3e    | Combiné    |

## Récompenses et distinctions
- Skieur acrobatique international de l'année pour le magazine Américain Ski Racing[17].
- Prix d'excellence aux entraîneurs Longines-Wittnauer (Longines-Wittnauer Coaching Excellence Award) en 1989, 1991, 1993, 1994 et 1997[20].
- Intronisation au Temple de la renommée du ski canadien (en) en 1996[20].